# Telemachus
Telemachus (/təˈlɛməkəs/ tə-LEM-ə-kəs; Tiếng Hy Lạp cổ: Τηλέμαχος Tēlemakhos, nghĩa là "dũng sĩ ở xa") là một nhân vật trong thần thoại Hy Lạp, con trai của Odysseus và Penelope, đồng thời là một nhân vật trung tâm trong sử thi Odyssey của Homer. Bốn cuốn sách đầu tiên của Odyssey tập trung vào các hành trình của Telemachus để tìm kiếm tin tức về cha mình, người vẫn chưa trở về nhà từ khi xảy ra cuộc chiến thành Troia, và theo truyền thống được đặt tựa là Telemachy.

## Từ nguyên
Tên của Telemachus trong tiếng Hy Lạp có nghĩa là "xa trận chiến", hoặc có lẽ là "chiến đấu từ xa", như một cung thủ.

## Odyssey
Trong bốn quyển đầu tiên của sử thi Odyssey, Telemachus dưới sự chỉ dẫn của Athena (người đồng hành cùng anh trong nhiệm vụ) cố gắng để có được thông tin về người cha Odysseus, ông đã rời đến Troy khi Telemachus vẫn còn là một đứa trẻ sơ sinh. Khi bắt đầu cuộc hành trình của Telemachus, Odysseus đã không có mặt ở nhà của ông tại Ithaca trong hai mươi năm do cuộc chiến thành Troia và sự can thiệp của thần Poseidon. Trong thời gian vắng mặt, ngôi nhà của Odysseus đã bị chiếm giữ bởi đám người cầu hôn đang xin cưới Penelope, vợ của ông. Telemachus lần đầu đến thăm Nestor và được ông lão đón nhận bằng những câu chuyện về vinh quang của cha mình. Telemachus sau đó khởi hành cùng với con trai của Nestor là Peisistratus, người đi cùng anh đến lâu đài của Menelaus và vợ Helen. Trong khi đó, Telemachus một lần nữa được đối xử như một vị khách danh dự khi Menelaus và Helen kể những câu chuyện bổ sung nhưng đầy mâu thuẫn về những chiến công của cha cậu tại thành Troia.
Telemachus tập trung vào việc chờ cha trở lại Ithaca trong Quyển XV. Anh đến thăm người chăn cừu Eumaeus khi ông tình cờ tiếp đón Odysseus dưới bộ dạng đã cải trang. Sau khi Odysseus tiết lộ thân phận thật của mình với Telemachus nhờ lời khuyên của Athena, hai cha con lên kế hoạch tiêu diệt những người cầu hôn. Telemachus sau đó quay trở lại cung điện để theo dõi những người cầu hôn và chờ đợi cha mình giả dạng làm người ăn xin.

Khi Penelope thách thức những người cầu hôn xâu dây cung của Odysseus và bắn một mũi tên xuyên qua lỗ tay cầm của mười hai đầu rìu, Telemachus là người đầu tiên thực hiện nhiệm vụ. Anh gần như hoàn thành nhiệm vụ, suýt thắt dây cung trong lần thử thứ tư; tuy nhiên, Odysseus khéo léo ngăn con lại trước khi Telemachus có thể hoàn thành nỗ lực của mình. Sau khi những người cầu hôn đều thất bại, Odysseus ra mặt và cùng với Telemachus mang đến cái chết nhanh chóng và đẫm máu cho những người cầu hôn.

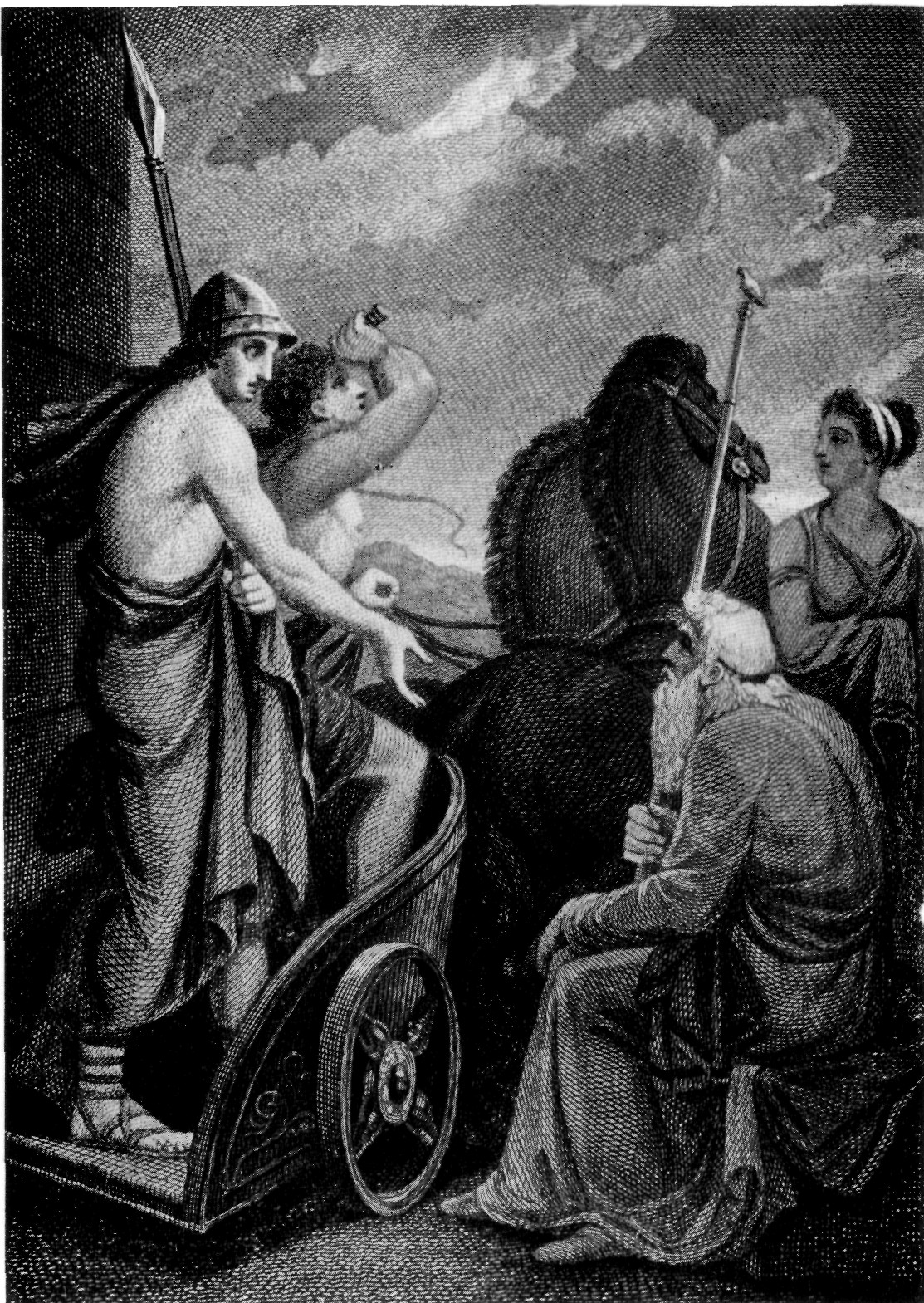
Telemachus chia tay Nestor, bức tranh của Henry Howard (1769 – 1847)
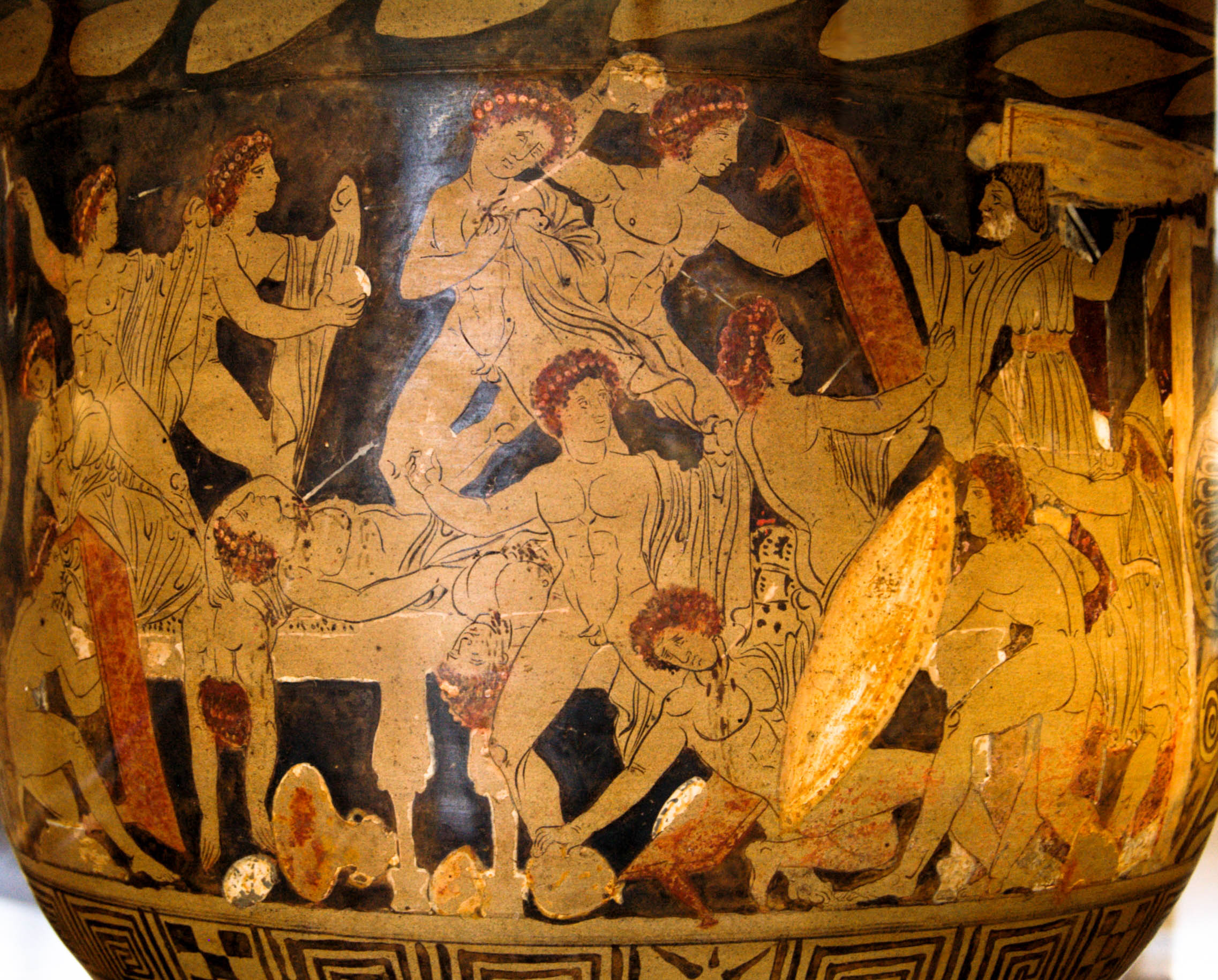
Odysseus và Telemachus giết những người theo đuổi Penelope, krater trên chuông Campania màu đỏ, khoảng 330 TCN, Bảo tàng Louvre (CA 7124)